# Rusty nail
Le rusty nail est un cocktail reconnu comme grand classique, préparé dans un verre à mélange, et servi on the rocks. 
Il se compose de scotch et de Drambuie.

## Recette[3]
- 4,5 cl de scotch,
- 2,5 cl de Drambuie